# Бура (Газимуро-Заводский район)
Бура — село в Газимуро-Заводском районе Забайкальского края России в составе сельского поселения «Буруканское».

## География
Село находится в южной части района на расстоянии примерно 34 километров (по прямой) на северо-северо-восток от села Газимурский Завод. 

## Климат
Климат резко континентальный со средними температурами в январе -26 ÷ -28 °С (абс. минимум -48 °С), в июле + 18 ÷ +20 °С (абс. максимум +38 °С). Кол-во выпадающих осадков от 300 до 500 мм/год. Продолжительность вегетационного периода 130—150 дней.  
Часовой пояс
Село Бура находится в часовой зоне МСК+6. Смещение применяемого времени относительно UTC составляет +9:00.

## История
В 1727 году здесь был поставлен Буринский казачий караул. Село основано приписными крестьянами Газимурского сереброплавильного завода. В 1851 большинство крестьян переведены в казачье сословие. Село вошло в Актагучинскую станицу Забайкальского казачьего войска. В годы советской власти работал колхоз «Советский колос», с 1983 совхоз «Буруканский». 

## Население
Постоянное население составляло 73 человека в 2002 году (русские 100%), 64 человека в 2010 году.

## Инфраструктура
Имеется клуб и фельдшерско-акушерский пункт.